# 벨 항

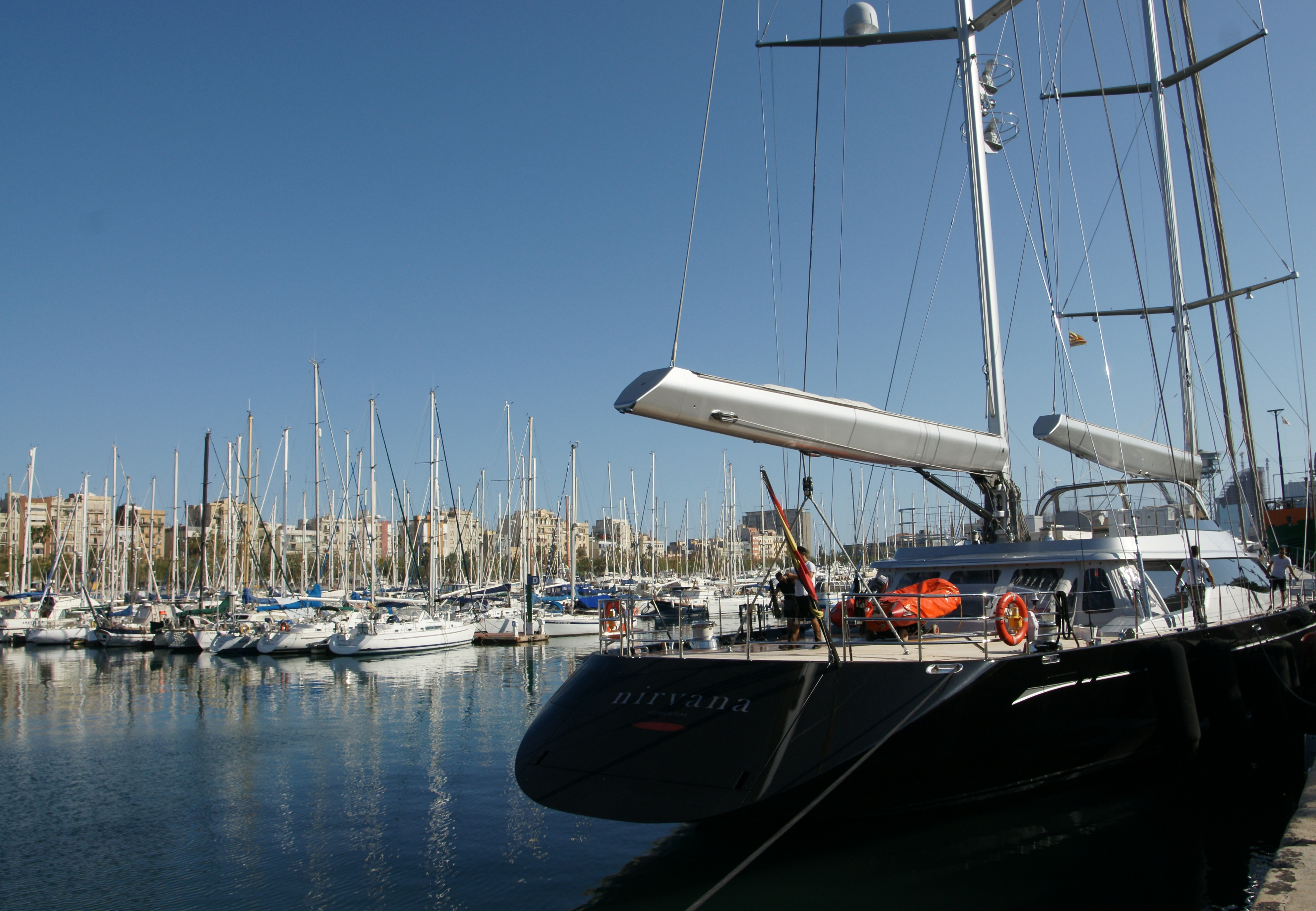
벨 항구

벨 항구(Port Vell)은 스페인 바르셀로나에 있는 항구이다. 바르셀로나 항구의 일부로 람블라 거리 끝에 위치해 있다.